# 안네마리 슈바르첸바흐
안네마리 미나 르네 슈바르첸바흐(Annemarie Minna Renée Schwarzenbach, 1908년 5월 23일~1942년 11월 15일)는 스위스의 작가, 언론인, 사진가이다.
양성애자인 그녀의 어머니는 그녀를 남성적인 스타일로 키웠고, 그녀의 양성 이미지는 그녀가 열광적으로 탐닉했던 당시의 보헤미안 베를린 사회에 어울렸다. 그녀의 반파시스트 운동은 그녀를 망명으로 몰아넣었고 그곳에서 그녀는 소설가 토마스 만의 가족과 가까워졌다. 그녀는 많은 레즈비언 관계를 시작했고, 성장하는 모르핀 중독을 경험하면서 사진 기자로 해외에서 삶의 대부분을 보냈다. 미국에서 젊은 카슨 맥컬러스는 슈바르첸바흐에게 반했고, 그녀는 금빛 눈의 그림자를 헌정했다.. 슈바르첸바흐는 제2차 세계 대전의 초기 사건에 대해 보고했지만, 자전거 사고로 추락 후 머리 부상으로 사망했다.

## 생애
안네마리 슈바르첸바흐는 스위스 취리히에서 태어났다. 그녀가 4살 때 가족은 취리히 호수 근처의 호르겐에 있는 보켄 저택으로 이사했고, 그곳에서 자랐다. 그녀의 아버지 알프레드는 실크 산업에 종사하는 부유한 사업가였다. 스위스 장군 울리히 빌레의 딸이자, 독일 귀족의 후손인 그녀의 어머니 르네 슈바르첸바흐-빌레는 저명한 안주인이자, 올림픽 승마 스포츠맨이자 아마추어 사진가였다. 그녀의 아버지는 아내의 양성애를 용인했다.
어린 시절부터 그녀는 옷을 입고 소년처럼 행동하기 시작했다. 그녀의 부모는 낙담하지 않았고 그녀는 평생을 유지했다. 사실, 그녀는 말년에 종종 젊은 남자로 오인되었다.
취리히에 있는 그녀의 사립학교에서 그녀는 다른 과목은 무시하고, 주로 독일어, 역사, 음악을 공부했다. 그녀는 춤을 좋아했고, 피아노를 열심히 연주했었지만, 마음은 작가가 되는 것이 목표였다. 취리히와 파리에서 공부하고, 23세에 취리히 대학에서 역사 박사 학위를 취득했다. 그녀는 학생 시절 글쓰기를 시작했다. 학업을 마친 직후 그녀는 첫 번째 장편 소설 《베른하르트의 친구들》(Freunde um Bernhard)을 출판하여 호평을 받았다.
1930년에 그녀는 에리카와 클라우스 만(토마스 만의 딸과 아들)과 접촉했다. 그녀는 에리카의 매력과 자신감에 매료되었다. 슈바르첸바흐의 실망이 오래 지속되지 않은 관계가 발전했지만, (에리카는 다른 여성인 여배우 테레제 기자를 보고 있었다), 그들은 항상 친구로 남아 있었다. 에리카의 거절로 여전히 똑똑한 그녀는 베를린에서 다음 해를 보냈다. 그곳에서 그녀는 클라우스 만에서 소울메이트를 찾았고, 만 가족의 집을 자주 방문하게 되었다. 클라우스와 함께 그녀는 마약을 하기 시작했다. 그녀는 바이마르 공화국이 종료될 무렵 베를린이라는 분주하고, 퇴폐적이며, 예술적인 도시에서 빠른 삶을 살았다. 그녀는 베스트엔드에 살며, 빠른 차를 몰고 베를린의 밤문화에 몸을 던졌다. “그녀는 위험하게 살았다. 그녀는 너무 많이 마셨다. 그녀는 동이 트기 전에 잠을 자지 않았다.”라고 그녀의 친구 루트 란츠호프]는 회상했다. 그녀의 양성적인 아름다움은 남녀 모두를 매료시키고, 끌리게 했다.
1932년 슈바르첸바흐는 클라우스, 에리카 만, 만의 소꿉친구인 예술가 리키 할가르텐과 함께 페르시아로의 자동차 여행을 계획했다. 여행이 시작되기 전날 저녁인 5월 5일, 우울증을 앓고 있던 리키는 아머제의 우팅에 있는 자신의 집에서 총을 쏘았다. 슈바르첸바흐에게 있어 죽음을 직접 마주한 것은 이번이 처음이었다.
슈바르첸바흐의 생활 방식은 보헤미안 베를린이 사라진 1933년 나치의 점령으로 끝이 났다. 일부 회원들이 나치 독일과의 긴밀한 유대를 선호하는 극우 스위스 전선에 공감하면서 그녀의 가족과의 긴장이 고조되었다. 그녀의 부모는 슈바르첸바흐에게 만가와의 우정을 단절하고 히틀러 치하의 독일 재건을 돕도록 촉구했다. 그녀는 헌신적인 반파시스트였고, 그녀의 서클에는 독일에서 온 유대인과 정치적 난민이 포함되어 있었기 때문에 그녀는 할 수 없었다. 그 대신, 나중에 그녀는 클라우스 만이 반파시스트 문학 평론인 〈디 잠룽〉(Die Sammlung)에 자금을 조달하는 데 도움을 주었다. 그녀가 느꼈던 압박감으로 인해 자살을 시도하게 되었고, 이는 그녀의 가족과 스위스의 보수 집단 사이에 스캔들을 일으켰다.
그녀는 1932년과 1933년에 클라우스 만과 함께 이탈리아, 프랑스, 스칸디나비아로 여러 차례 해외여행을 갔다. 또한 1933년에는 사진작가 마리안느 브레슬라워와 함께 피레네 산맥에 대한 보고서를 작성하기 위해 스페인으로 여행했다. 마리안느는 슈바르첸바흐에게도 매료되었다. “그녀는 남자도, 여자도 아니었다. 그러나 천사이자, 대천사였다.”라고 쓰고, 그녀의 초상화 사진을 만들었다. 그해 말 슈바르첸바흐는 페르시아로 여행을 갔다. 스위스로 돌아온 후 그녀는 클라우스 만과 함께 모스크바에서 열린 소비에트 작가 연합 회의에 참석했다. 이 시기는 클라우스가 작가로서 가장 다작하고, 성공적인 시기였다. 다음 해외여행에서 그녀는 자신이 동성애자이고, 그는 양성애자였지만, 결혼을 제안하는 편지를 그에게 보냈다. 이 제안에서 아무것도 나오지 않았다.

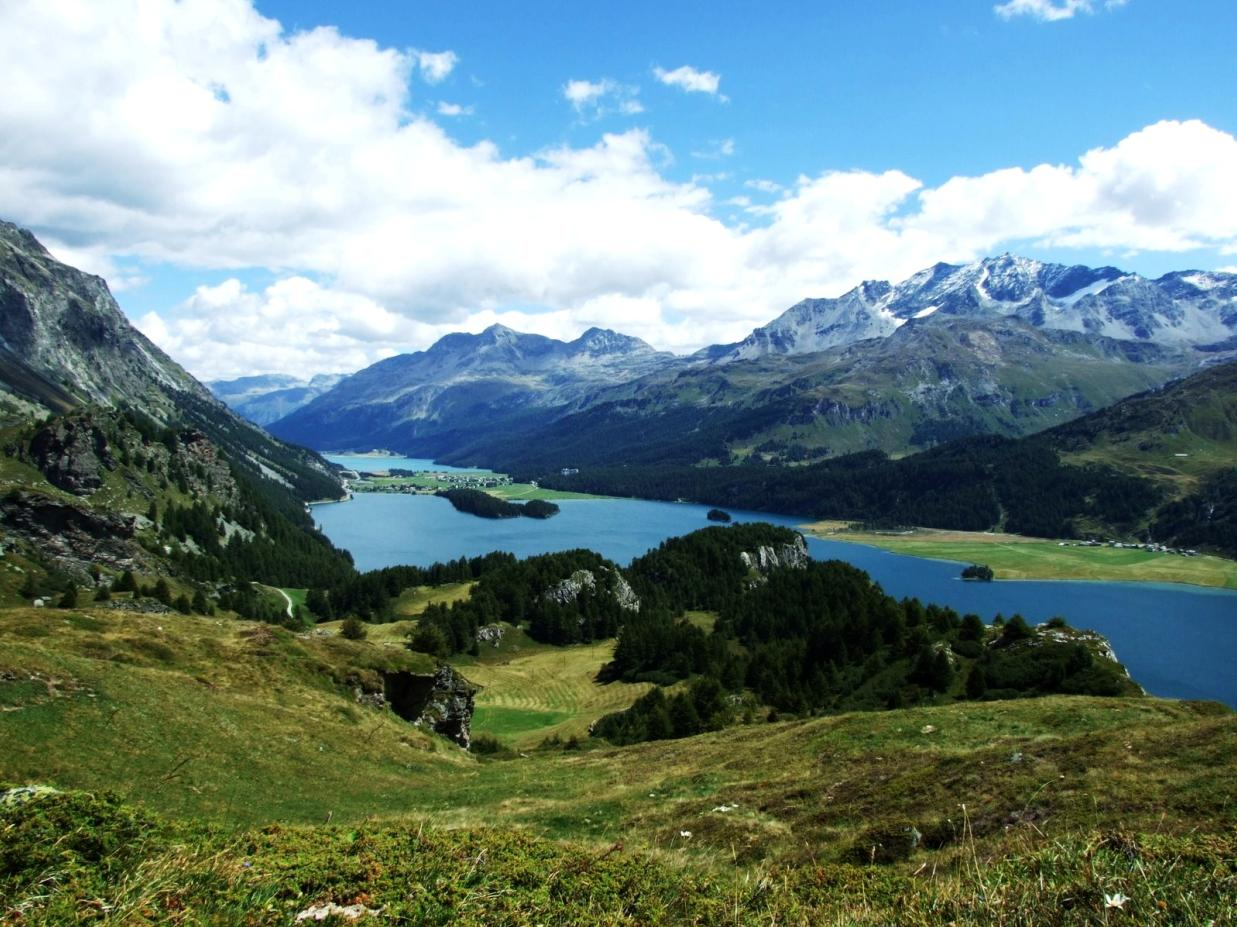
스위스 실스 호수

1935년에 그녀는 페르시아로 돌아와서 동성애자인 프랑스 외교관 아실 클로드 클라라크와 결혼했다. 알고 지낸 지 몇 주밖에 안 된 두 사람의 결혼 생활은 두 사람 모두에게 편리한 결혼이었다. 그녀는 프랑스 외교관 여권을 발급받아 제한 없이 여행할 수 있었다. 테헤란에서 한동안 동거를 하다가 여름 무더위를 피해 시골의 외딴 곳으로 피신하게 되자 그들의 고독한 생활이 슈워젠바흐에게 악영향을 미쳤다. 그녀는 다양한 질병에 수년간 사용했지만, 이제는 중독이 된 모르핀으로 눈을 돌렸다.
그녀는 자동차를 타고 러시아와 발칸 반도에서 휴가를 보내고 스위스로 돌아왔다. 그녀는 로렌츠 살라딘의 경력에 관심이 있었다. 그는 세계에서 가장 어려운 봉우리 일부를 등정한 겸손한 배경의 스위스 산악인이자 사진가였다. 그는 러시아-중국 국경에서 막 목숨을 잃었다. 잡지에 대한 그의 공헌에서 그녀는 그의 사진 품질을 인정했다. 그녀는 또한 삶에 대한 두려움 없는 태도와 자신의 우울증 문제와 대조되는 어려움에 직면했을 때의 자신감에 매료되었다. 모스크바에 있을 때 그녀는 살라딘의 영화와 일기를 구입하여 그에 관한 책을 쓰기 위해 스위스로 가져갔다. 그러나 집에 돌아온 그녀는 페르시아에서 경험한 고립으로 돌아갈 수밖에 없었다. 그녀는 상부 엥가딘의 집을 임대하여 자신과 친구들의 피난처가 되었다. 여기에서 그녀는 스벤 헤딘의 서문으로 자신의 가장 성공적인 책이 될 로렌츠 살라딘: 산을 위한 삶(Ein Leben für die Berge) 내용을 썼다. 그녀는 또한 1998년까지 출판되지 않은 페르시에서의 죽음(Tod in Persien)을 썼지만, 재작업된 버전은 1940년 행복한 계곡(Das Glückliche Tal)으로 나타났다.
1937년과 1938년에 그녀의 사진은 유럽에서 파시즘의 부상을 기록했다. 그녀는 오스트리아와 체코슬로바키아를 방문했다. 그녀는 미국으로 첫 여행을 떠났다. 그곳에서 그녀는 미국 친구인 사진작가 바바라 해밀턴 라이트와 함께 동부 해안을 따라 자동차로 메인까지 이르렀다. 그런 다음 그들은 디프사우스와 피츠버그 주변 산업 지역의 석탄 분지로 여행했다. 그녀의 사진은 이 지역에서 가난하고, 억압받는 사람들의 삶을 기록했다.
1939년 6월, 마약 중독을 퇴치하고, 유럽의 폭력적인 구름에서 탈출하기 위해 그녀는 민족학자 엘라 마이야르와 함께 아프가니스탄 육로 여행을 시작했다. 마이야르는 2년 전에 이스탄불에서 인도까지 “트럭에 탔다”고, 그 여행에서 만난 장소에 대한 좋은 추억을 가지고 있었다. 그들은 작은 포드 자동차를 타고 제네바에서 출발하여 이스탄불, 트라브존, 테헤란을 거쳐, 아프가니스탄에서는 헤라트에서 카불까지 북부 루트를 탔다.
제2차 세계 대전이 발발했을 때 그들은 카불에 있었다. 아프가니스탄에서 슈바르첸바흐는 기관지염과 기타 질병에 걸렸지만, 여전히 투르키스탄으로 여행을 고집했다. 카불에서 그들은 헤어졌다. 마이야르는 그녀의 친구를 마약 중독에서 벗어나게 하는 것에 절망했다. 그들은 1940년에 슈바르첸바흐가 그녀를 유럽으로 돌려보내기 위해 배에 탑승할 때 다시 만났다. 여행은 마이야르가 그녀의 책 잔인한 방법(The Cruel Way)(1947)에서 설명했는데, 이 책은 ‘크리스티나’(책에서 마이야르가 그녀의 어머니 르네의 요구로 고인이 된 안네마리에 대해 사용된 이름)에게 헌정되었다. 2001년 영화 <카피리스탄으로의 여행>으로 제작되었다.
그녀는 테헤란에서 결핵을 앓던 터키 대사의 딸과 투르키스탄에서 프랑스 여성 고고학자와 관계를 맺은 것으로 알려졌다. 이것들은 그녀가 수년 동안 한 많은 일들 중 하나였다.
아프가니스탄 여행 후 그녀는 미국으로 여행을 떠났고, 그곳에서 친구들인 만 일가를 다시 만났다. 그들과 함께 그녀는 유럽에서 온 난민을 돕기 위한 위원회와 함께 일했다. 그러나 에리카는 곧 런던으로 여행을 하기로 결정했다. 이것은 슈바르첸바흐를 실망시켰고, 그녀는 곧 미국에서의 삶에 환멸을 느꼈다. 그러는 동안 그녀의 삶에 또 다른 문제가 생겼다. 호텔에서 그녀는 떠오르는 23세 작가 카슨 맥컬러스를 만났다. 그녀와 미친 듯이 사랑에 빠진, (“그녀는 평생 나를 괴롭힐 얼굴을 가졌다.”라고 맥컬러스는 썼다). 맥컬러스의 열정은 보답받지 못했다. 사실, 그녀는 슈바르첸바흐의 명백한 관심 부족에 황폐해졌다. 스스로 고민이 많았던 슈왈젠바흐는 일방적인 관계에 미래가 없다는 것을 알고 맥컬러스와의 만남을 피했지만, 친구로 남았다. 나중에 그들은 주로 문학 작품을 주제로 길고 비교적 부드러운 서신을 보냈다. 맥컬러스는 그녀의 소설, 황금 눈의 반사를 헌정했다. 실제로 두 여자가 만나기 전에 쓴 것이다. 슈바르첸바흐는 또한 이때 부유한 남자 바로네사 마고 폰 오펠의 아내와 어려운 관계에 연루되어 있었고, 여전히 에리카 만에 대한 그녀의 감정으로 어려움을 겪고 있었다. 이것은 그녀가 미국을 떠나는 조건으로 병원에 입원했다가 석방되는 또 다른 우울증과 또 다른 자살 시도에 기여했다.
1941년 3월에 슈바르첸바흐는 스위스에 다시 도착했지만, 곧 다시 이동하게 되었다. 그녀는 공인된 기자로 벨기에 콩고에 있는 자유 프랑스인으로 여행을 가서 그곳에서 시간을 보냈지만, 자리를 차지할 수 없었다. 1942년 5월 리스본에서 그녀는 미국에서 추방된 독일 언론인 마르그레트 보베리를 만났다. (그녀의 어머니 마르첼라 오그라디는 미국인이었다) 그들은 개인적으로 서로를 좋아했지만, 보베리는 슈바르첸바흐의 작업에 감동하지 않았다. 1942년 6월 테투앙에서, 그녀는 스위스로 돌아가기 전에 남편 클로드 클라락과 다시 만났다. 집에 돌아오는 동안 그녀는 새로운 계획을 세우기 시작했다. 그녀는 리스본에 있는 스위스 신문의 특파원으로 지원했다. 8월에 그녀의 친구인 여배우 테레제 기자가 그녀와 함께 실스에 머물렀다.
1942년 9월 7일 엥가딘에서 그녀는 자전거에서 떨어져 머리에 심각한 부상을 당했고, 치료를 받았던 진료소에서 잘못된 진단을 받은 후 11월 15일에 사망했다. 그녀가 마지막 병에 걸렸을 때, 그녀의 어머니는 테투앙에서 마르세유를 거쳐 실에 급히 온 클로드 클라락(Claude Clarac)이나 그녀의 친구들이 그녀의 병상에 있는 그녀를 방문하는 것을 허락하지 않았다. 안네마리가 죽은 후, 그녀의 어머니는 그녀의 모든 편지와 일기를 파괴했다. 친구가 그녀의 글과 사진을 관리했으며, 나중에 베른에 있는 스위스 문학 기록 보관소에 보관되었다.
인생의 마지막 10년 동안 그녀는 모르핀에 중독되어 간헐적으로 정신과 치료를 받았다. 그녀는 우울증에 시달렸는데, 이는 그녀의 지배적인 어머니와의 불안한 관계에서 비롯된 것이라고 생각했다. "그녀는 나를 소년과 신동으로 키웠다."라고 슈바르첸바흐는 나중에 그녀의 어머니를 회상했다. "그녀는 고의로 나를 혼자 있게 하여 그녀와 함께 있게 했다. [...] 그러나 나는 항상 그녀보다 약했기 때문에 그녀에게서 벗어날 수 없었다. 그녀를 사랑합니다." 그녀의 가족 문제는 국가 사회주의 정치인을 지지하는 가족 구성원에 의해 악화된 반면 안네마리는 나치를 싫어했다. 그녀의 문제에도 불구하고 슈바르첸바흐는 생산적이었다. 1933년에서 1942년 사이에 그녀의 책 외에도 스위스, 독일 및 일부 미국 신문과 잡지에 365개의 기사와 50개의 사진 보고서를 제작했다.
클라우스 만은 그의 두 소설, 《자유로의 여행》(Flucht in den Norden, 1934)과 《화산》(Der Vulkan, 1939)에서 슈바르첸바흐를 박탈당한 자의 천사로 묘사했다.